# Estilo Mar del Plata

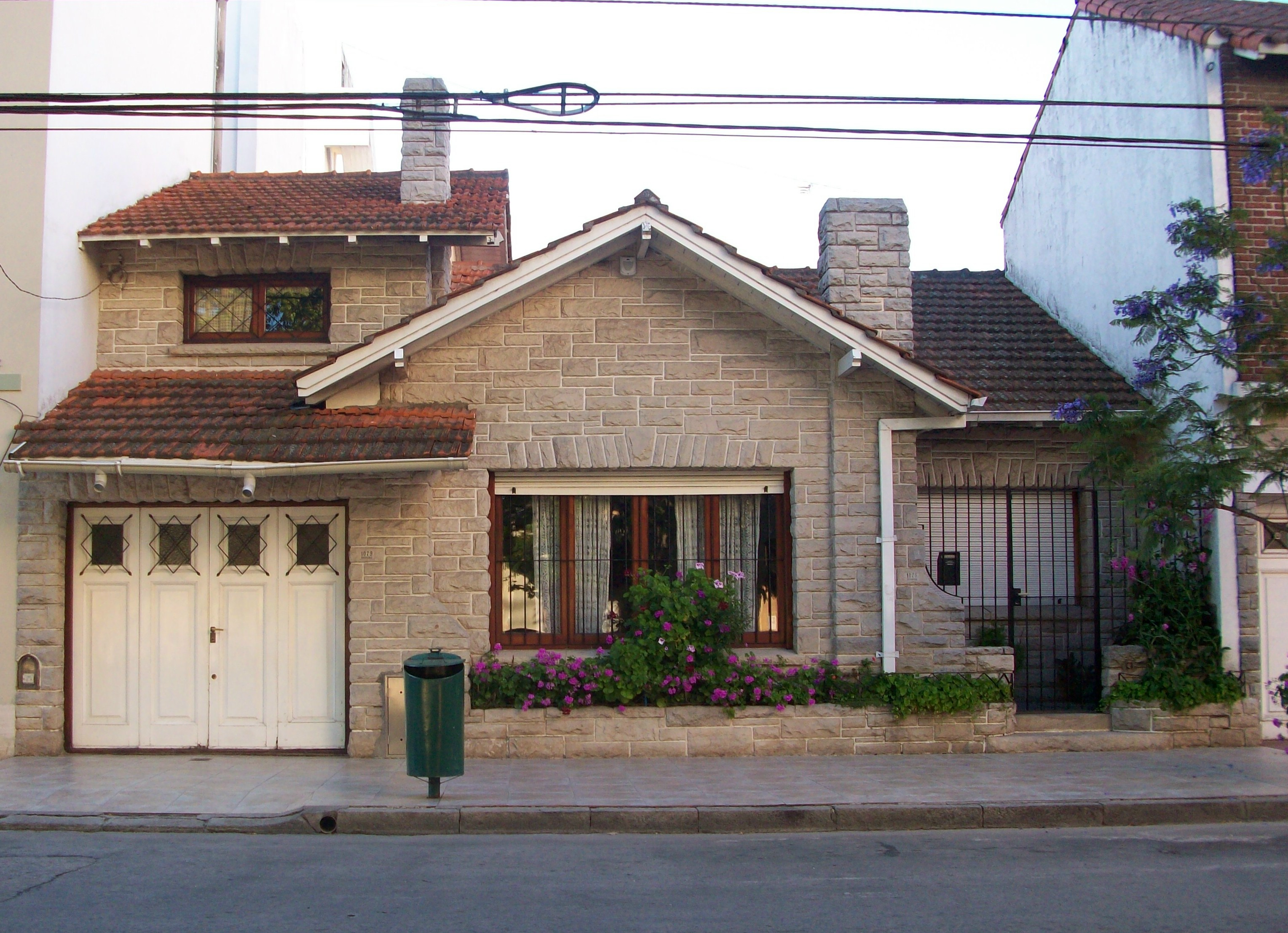
Frente de un típico chalet marplatense.

El estilo Mar del Plata, también llamado "chalet marplatense", es un estilo arquitectónico utilizado principalmente en los chalets desarrollados entre las décadas de 1930 y 1950 en la ciudad de Mar del Plata, Argentina. La producción de estas viviendas se extendió también a las ciudades vecinas de Necochea y Miramar.

## Orígenes
El estilo surge del pintoresquismo, especialmente su vertiente relacionada con el chalet californiano, debido a que comparte algunas características con el así llamado ranch style house originado en California, Estados Unidos. Así, el chalet marplatense está relacionado con la arquitectura pintoresquista de las originarias residencias veraniegas construidas durante las primeras décadas de la villa balnearia.
En los primeros años del siglo XX, la movilidad social en Mar del Plata era muy dinámica, superior inclusive a aquella que se percibía en la ciudad de Buenos Aires, debido mayormente a una incipiente clase media, que dependía de actividades como los servicios turísticos, la industria de la construcción, y el comercio. Fue durante esta época que surgió este estilo de casa, no como resultado de un proceso dirigido por tecnócratas, sino como un logro de la clase media, que tradujo sus ideales en una nueva forma arquitectónica que reconvertía las principales características de las grandes mansiones de la belle epoque a una escala doméstica.

## Características

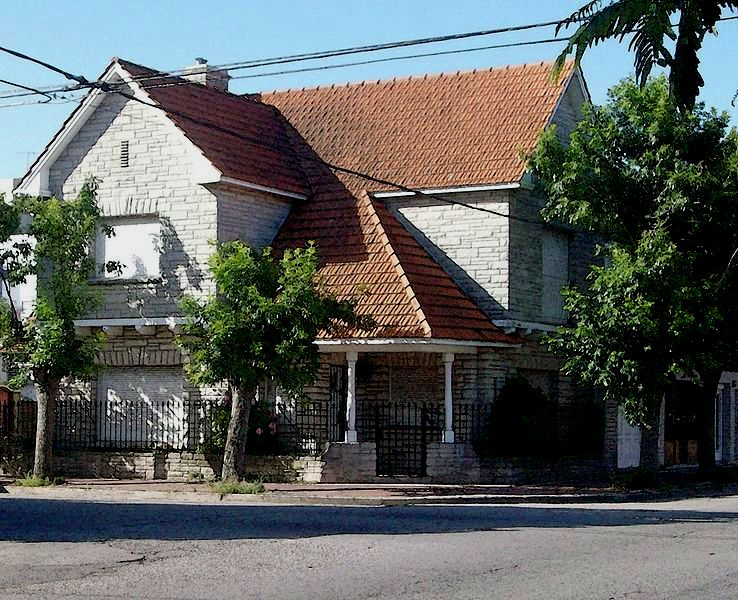
Chalet marplatense de dos plantas, obra del ingeniero Raúl Camusso.

Los grandes chalets fueron en principio la obra de constructores con una gran experiencia en obras del eclecticismo propio de las grandes fincas de veraneo, localmente conocido como "pintoresquismo marplatense". Sin embargo, el nuevo estilo fue rápidamente adoptado y validado por idóneos, constructores y jóvenes arquitectos de la ciudad, como Auro Tiribelli, Córsico Piccolini y Raúl Camusso.
El estilo se caracteriza por los siguientes materiales y tecnologías aplicadas: frentes con cuarcitas trabajadas a lo "Baldassarini" (técnica de bastón roto), techos a dos aguas con tejas principalmente españolas, revoques blanqueados texturados y el uso de la madera hachada en diferentes sectores. En la composición yuxtapuesta de volúmenes, se destaca el porche, el garage adjunto, usualmente con una buhardilla en la parte superior, los hastiales y las chimeneas, a veces sólo decorativas.
El frente de piedra de cuarzoarenita, abundante en la zona, está tan íntimamente asociado al estilo que en Argentina esta roca es conocida popularmente como "Piedra Mar del Plata".
El estilo ha sido objeto de algunas críticas, especialmente relacionadas con el número excesivo de ambientes y subdivisiones en relación con la superficie disponible.

## Protección
Los barrios con mayor concentración de este tipo de vivienda son "La Perla", "Stella Maris", "Punta Mogotes" y "Alfar", entre otros. El Área Preservación del Patrimonio de la Municipalidad de General Pueyrredón establece beneficios impositivos para los propietarios de estos chalets y facilita un "Manual de propuestas para la intervención patrimonial de las fachadas", realizado por la Arq. Lorena Marina Sánchez, donde se explica la mejor manera de preservación de los frentes y sus materiales. Asimismo y en forma relacionada, esta autora ha generado un blog para ayudar a preservar los chalets.